# Cavendishia nuda
Cavendishia nuda är en ljungväxtart som beskrevs av J.L. Luteyn. Cavendishia nuda ingår i släktet Cavendishia och familjen ljungväxter. Inga underarter finns listade i Catalogue of Life.